# Laila Ediz
Laila Ediz, född den 24 september 2002, är en schweizisk innebandysspelare som spelar för svenska Warberg och schweiziska damlandslaget.
Laila Ediz har med det schweiziska landslaget tagit ett brons i World Games år 2025.